# Caccobius pantherinus
Caccobius pantherinus là một loài bọ cánh cứng trong họ Bọ hung (Scarabaeidae).